# Otakar Lebeda
Otakar Lebeda (8. května 1877 Praha-Hradčany – 12. dubna 1901 Malá Chuchle) byl český malíř, spolu s Antonínem Slavíčkem a Františkem Kavánem nejvýznamnější český krajinář a žák Julia Mařáka.

## Život
U mladíka z dobré pražské rodiny (otec měl prosperující povoznictví, matka provozovala tzv. Kneippovu tržnici) se nadání projevilo záhy a již ve svých patnácti letech nastoupil na pražskou Akademii do Mařákovy krajinářské školy, kterou studoval ve školních letech 1892/93 - 1896/97.
Zpočátku byly jeho obrazy silně ovlivněny realismem, českým malířem Antonínem Chitussi, který zemřel nedlouho před začátkem Lebedovy kariéry, dále také francouzským krajinářem Camillem Corotem. V roce 1898 využil stipendium k návštěvě Paříže a Barbizonu. V tomto malířském období, mimo jiné pod vlivem jeho staršího kolegy Slavíčka, se u něho projevuje silný vliv impresionistů. V poslední fázi své kariéry se začal orientovat na figurální malbu, sem patří i jeho poslední dílo Zabitý bleskem, velkoformátové plátno, které nikdy nedokončil a v kterém byly rozpoznány prvky přicházejícího expresionismu.
Mezi 26. červnem 2009 a 24. lednem 2010 se konala umělcova velká retrospektivní výstava ve Valdštejnské jízdárně Národní galerie v Praze.
Kurátorkou výstavy byla Veronika Hulíková, architektonické řešení navrhl Vladimír Hora. K výstavě vyšel reprezentativní katalog.

## Smrt
Život mladého nadějného malíře vyhasl jeho vlastní rukou – dne 12. dubna 1901 se krásný, nadaný a ve svých čtyřiadvaceti letech už i úspěšný mladík bez existenčních starostí (o jeho životní potřeby i náklady spojené s malováním se starala rodina) s láskyplným rodinným zázemím v lesíku nad Malou Chuchlí zastřelil. Bezprostřední příčinu jeho sebevraždy se nepodařilo odhalit, nic o ní nevypovídá ani rozsáhlá korespondence (především s matkou, bratrem a poručníkem), jež je hlavním pramenem poznání jeho života, jedině snad fakt, že osm měsíců před sebevraždou se léčil v lázních v Žichovicích. Podle pražského psychiatra Jana Cimického mohlo jít o hlubokou depresi: „Buď mohla být vrozená, nebo přišla jako duševní nemoc v době jeho zrání. Když je nerozpoznaná a neléčená, může vést k tragickým koncům. Zejména u malířů, kteří pracují v ateliéru ve velkém osamocení a perou se s vlastní imaginací.“
Pohřben byl na Olšanských hřbitovech.

## Galerie

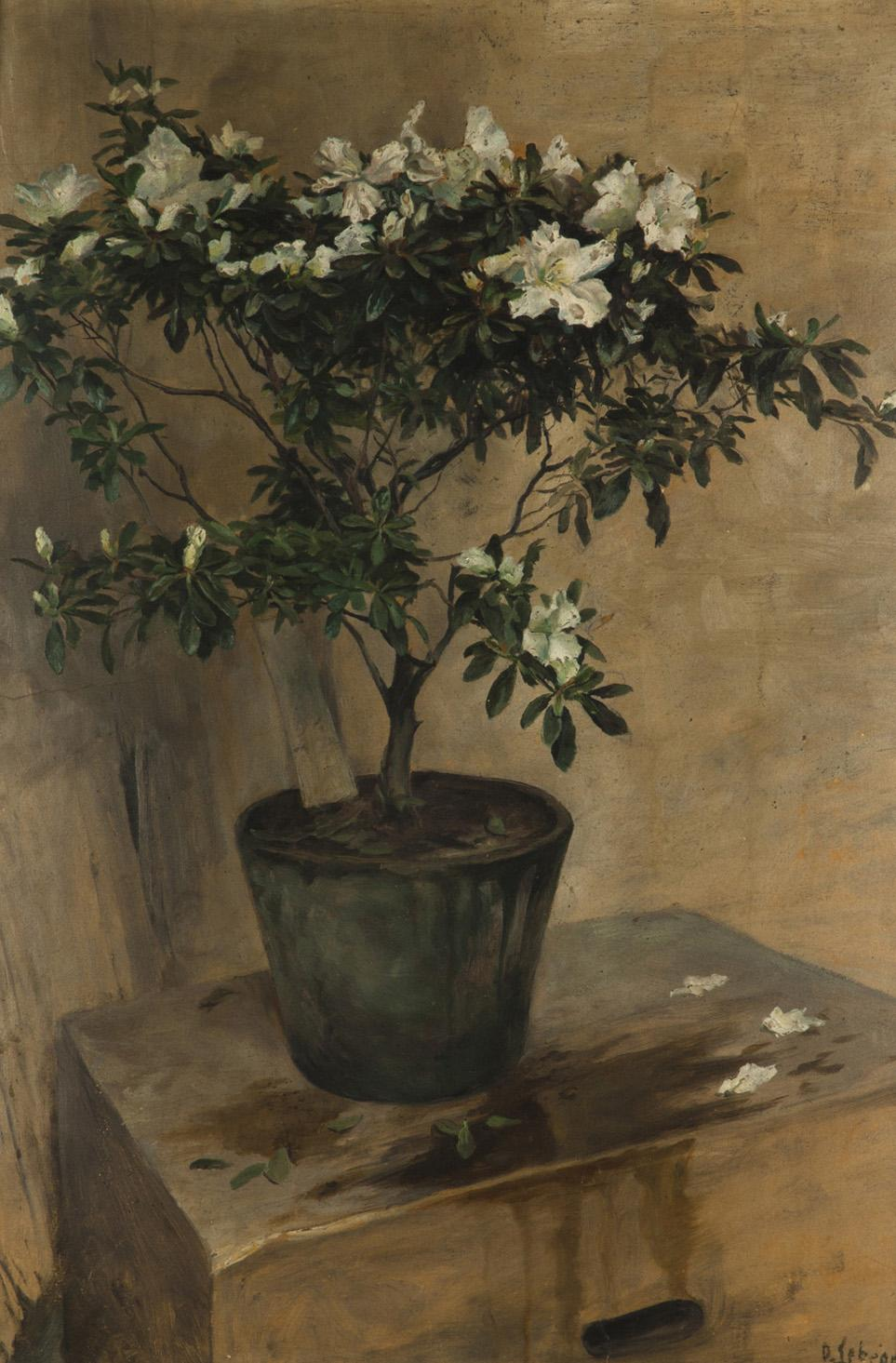
Otakar Lebeda Bílé azalky
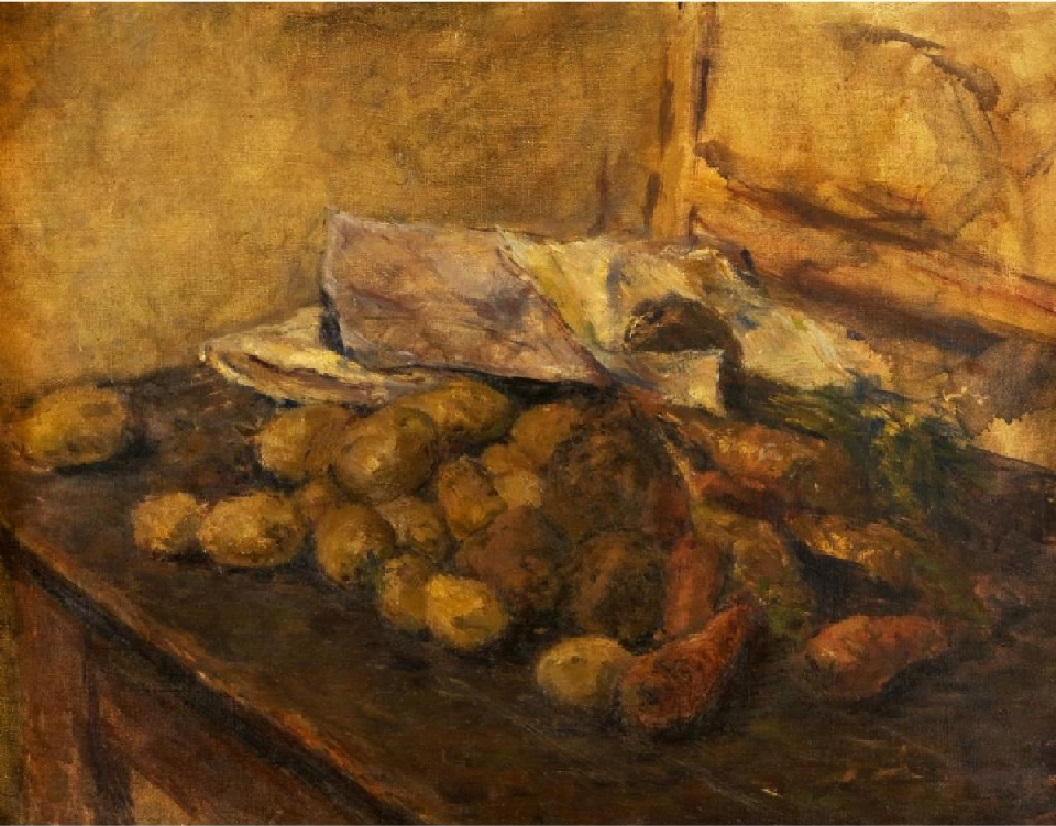
Otakar Lebeda Zátiší se zeleninou
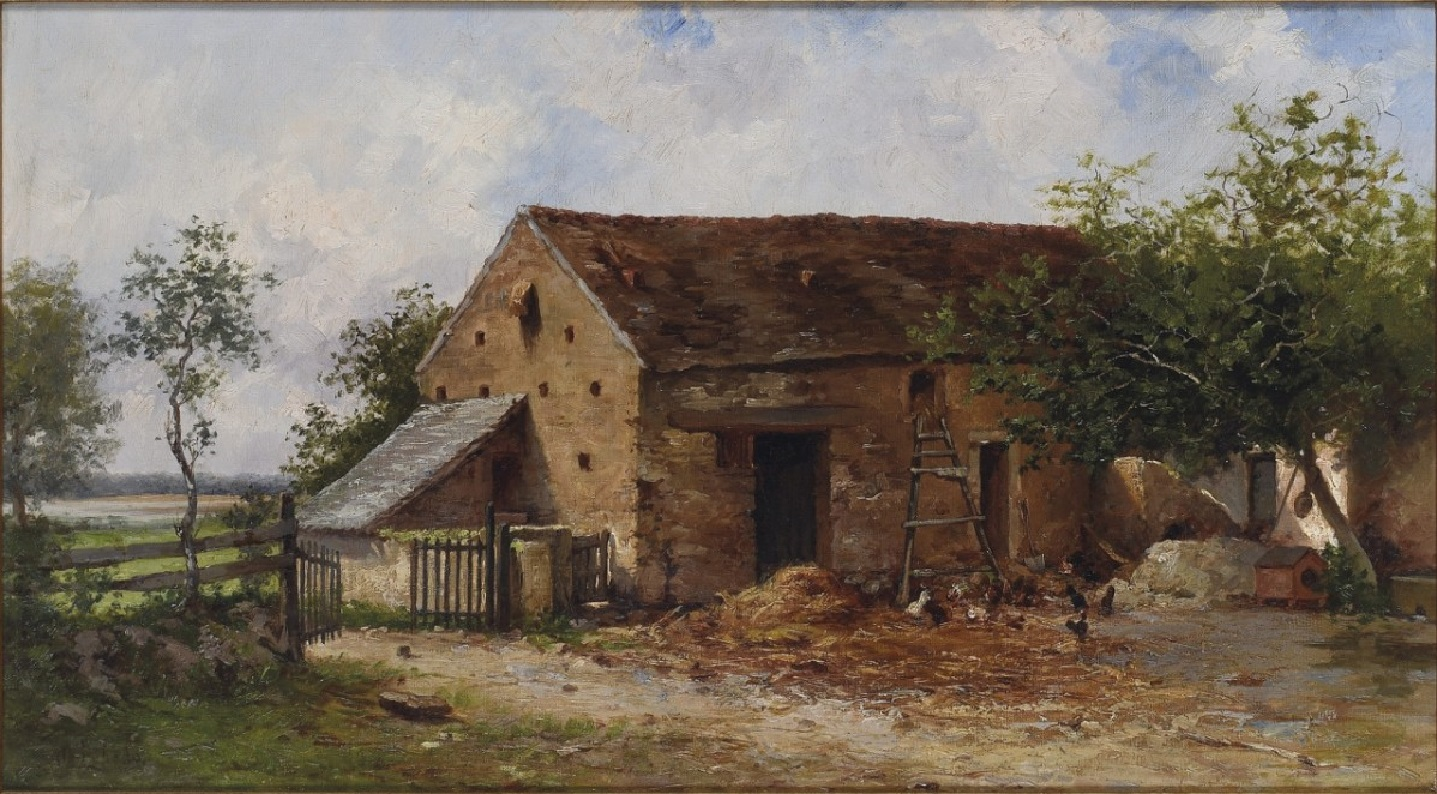
Otakar Lebeda Venkovské stavení
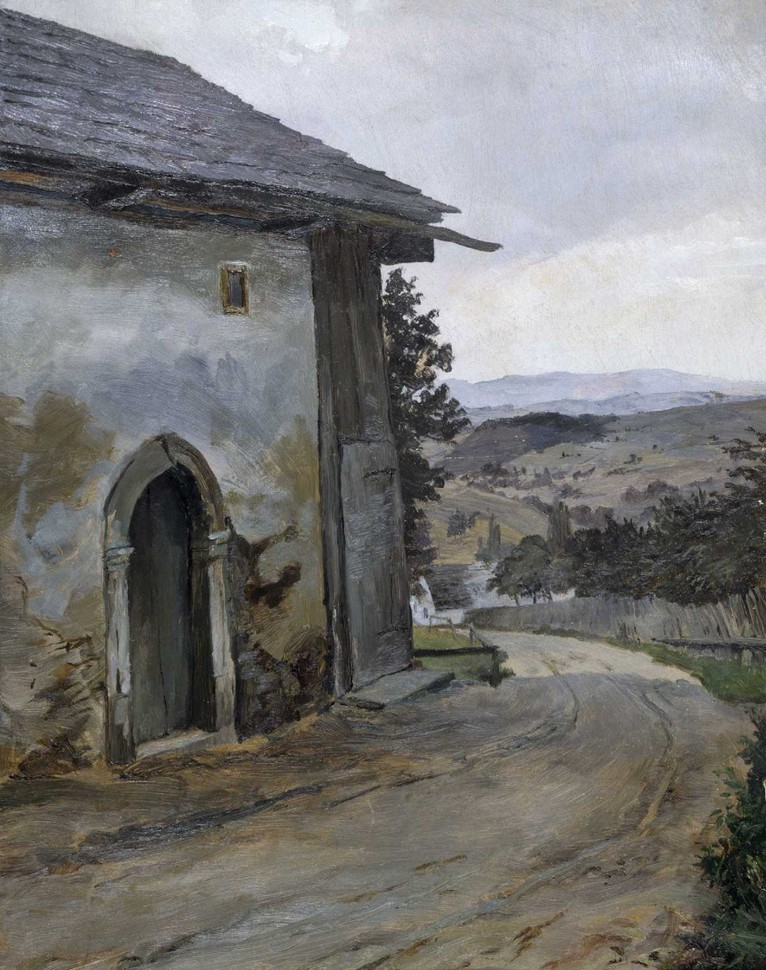
Otakar Lebeda Cesta ve vsi (1894)
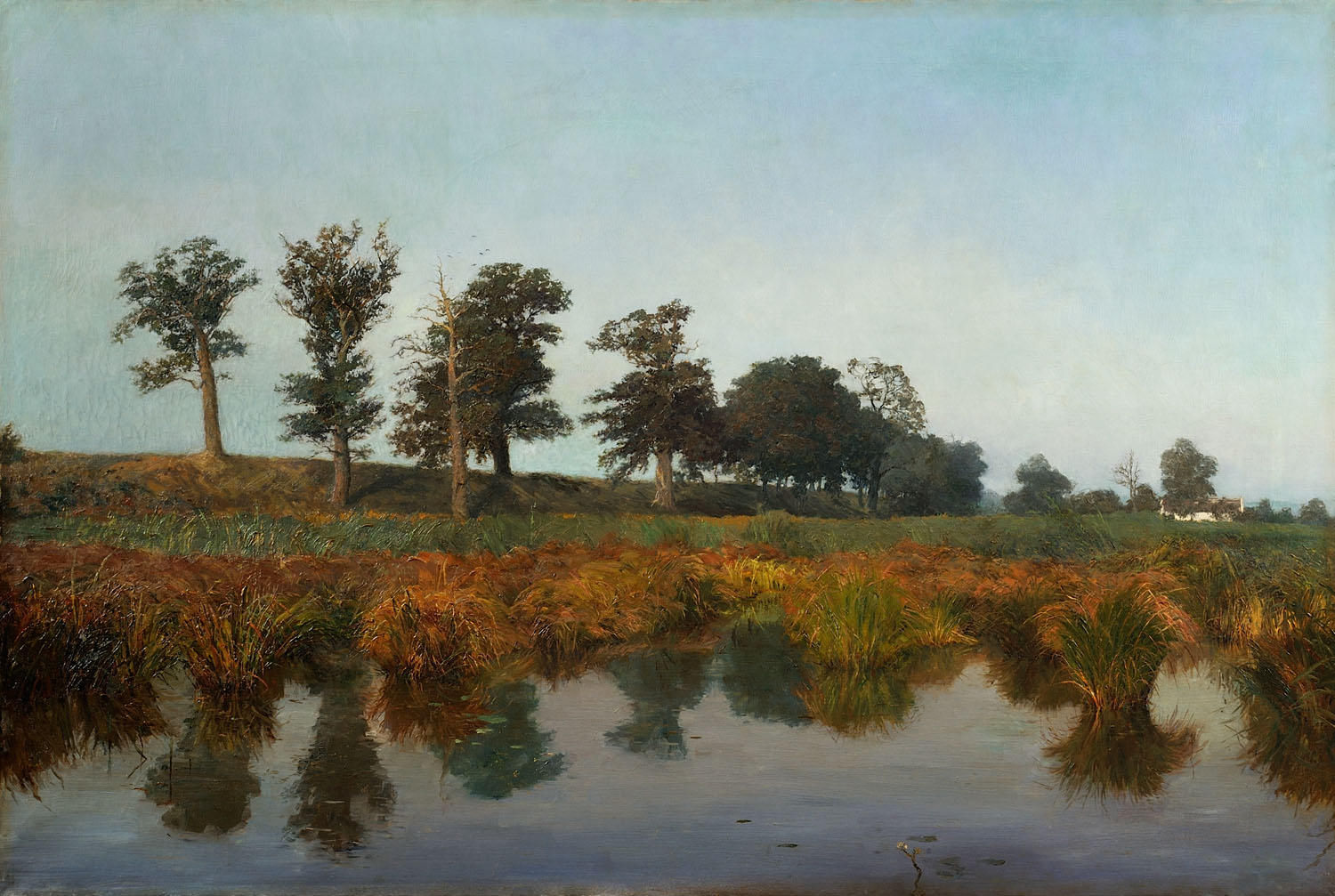
Otakar Lebeda Malý Dubovec (1894-95)
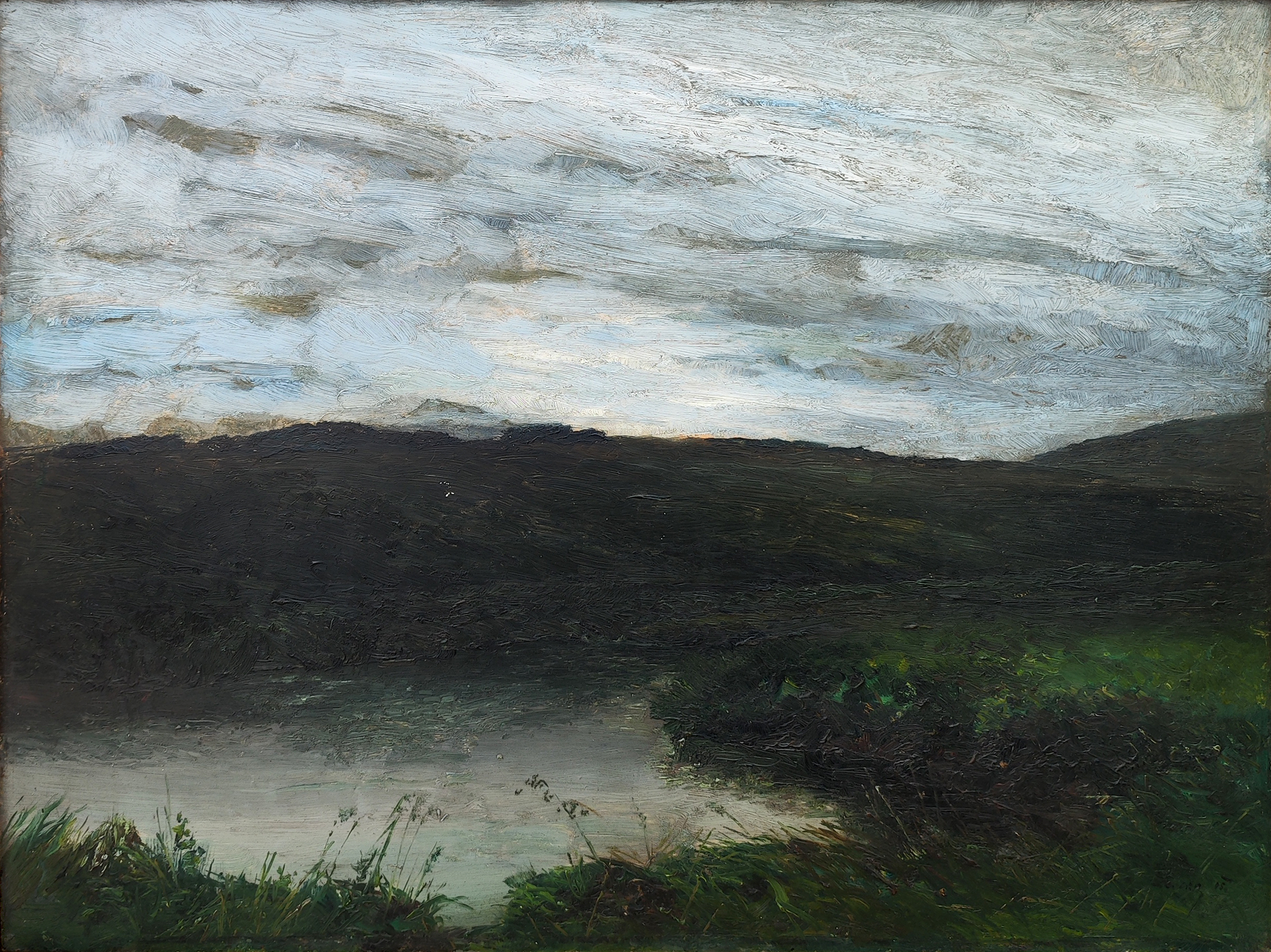
Otakar Lebeda  Krkonoše - jezero (1895)
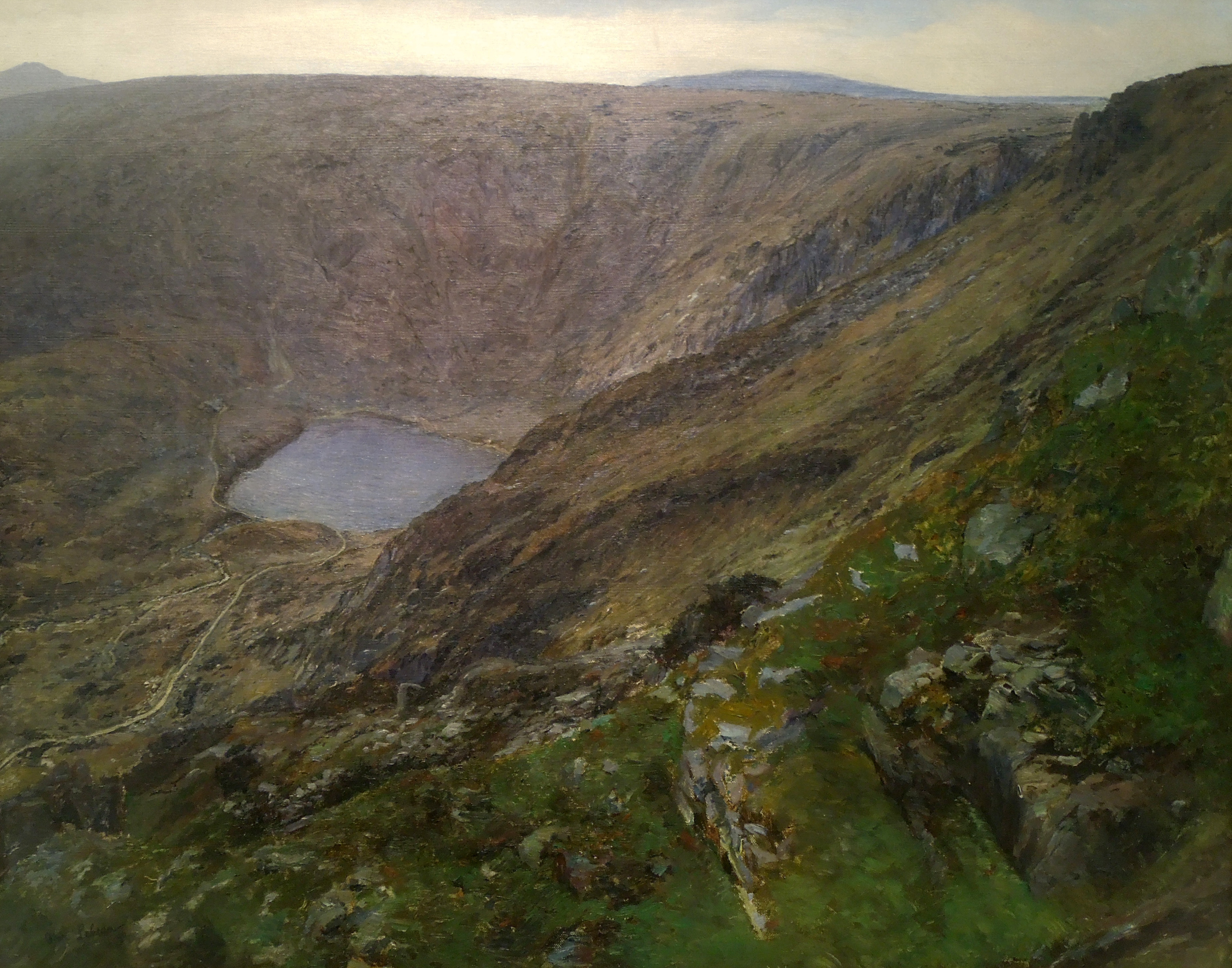
Otakar Lebeda Horské oko v Krkonoších (1896)
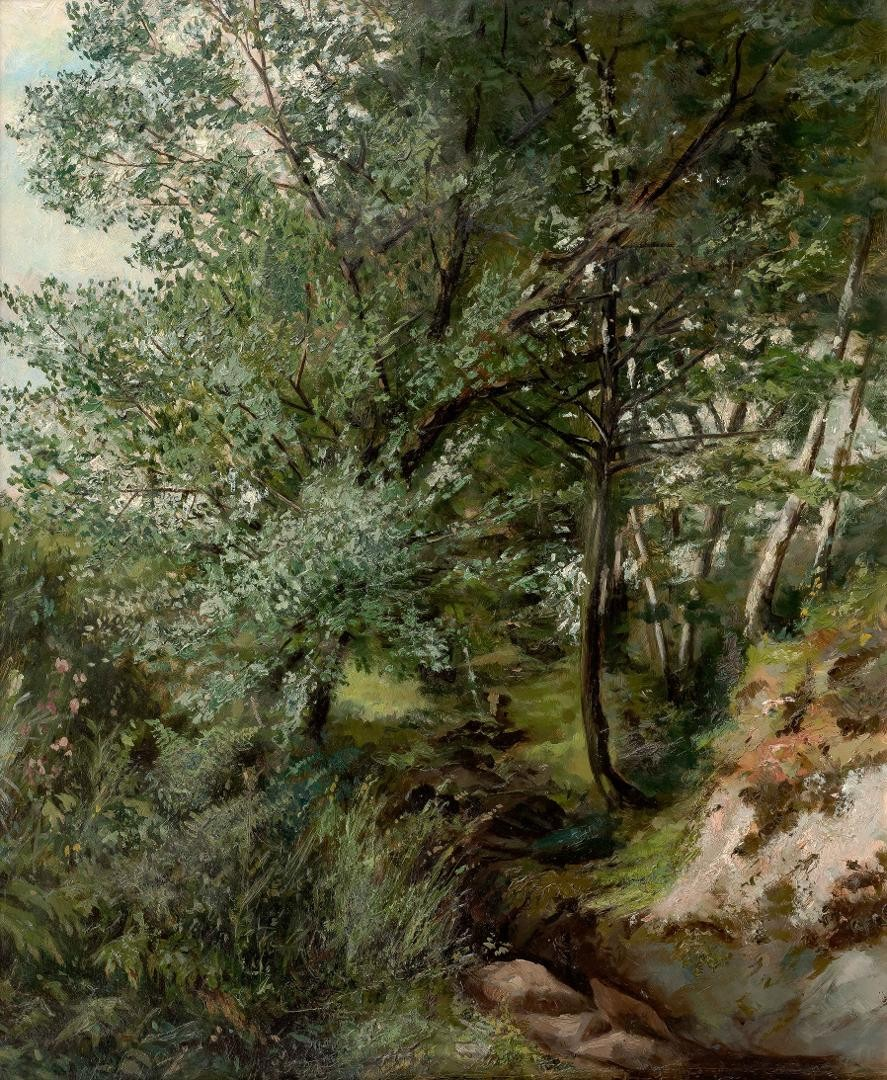
Otakar Lebeda Kvetoucí olše (1896)
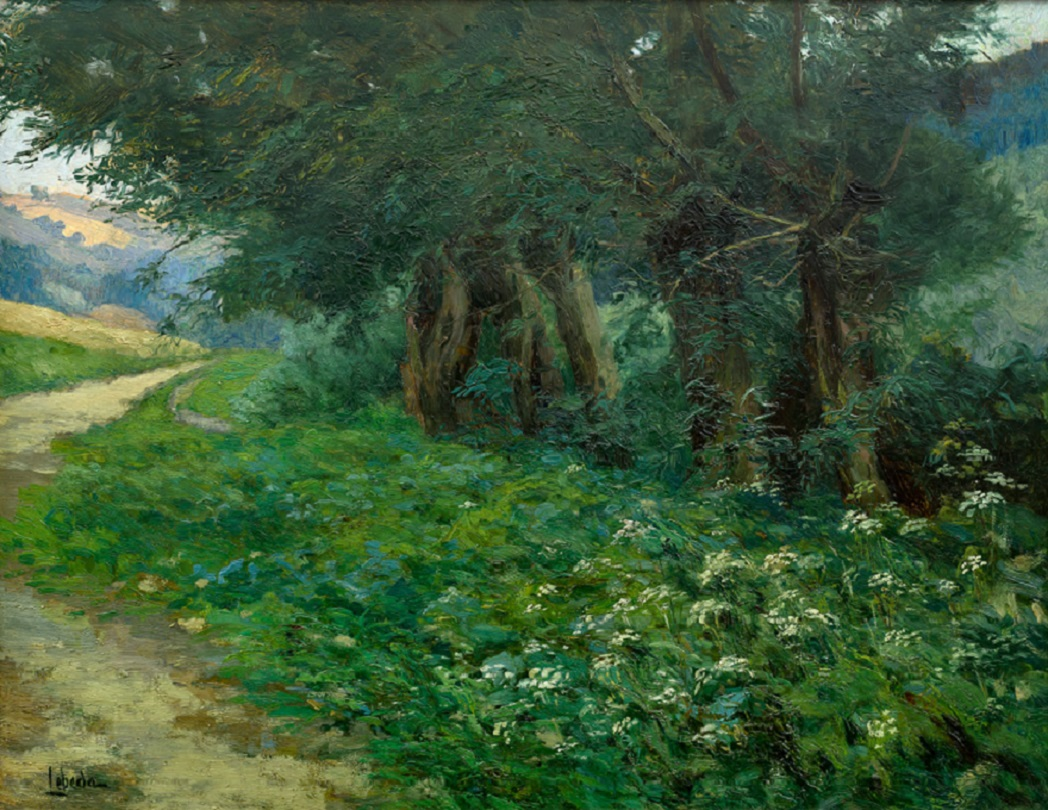
Otakar Lebeda Cesta u lesa (1897)
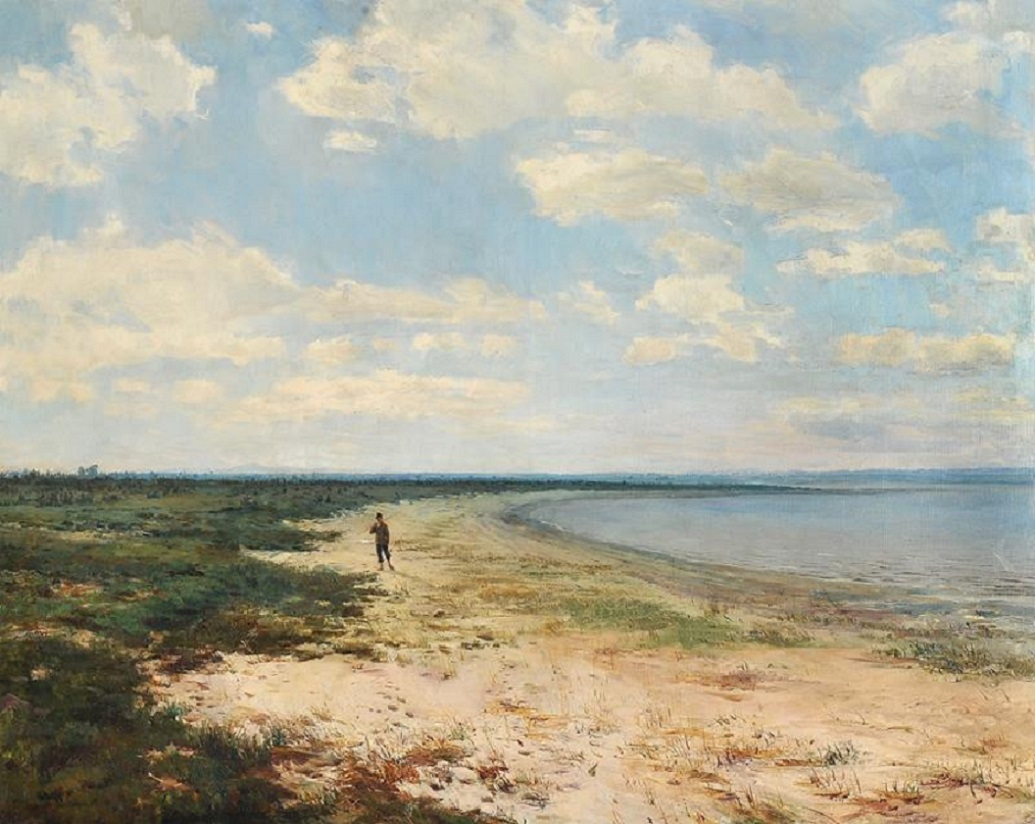
Otakar Lebeda Chlapec na břehu (1897)
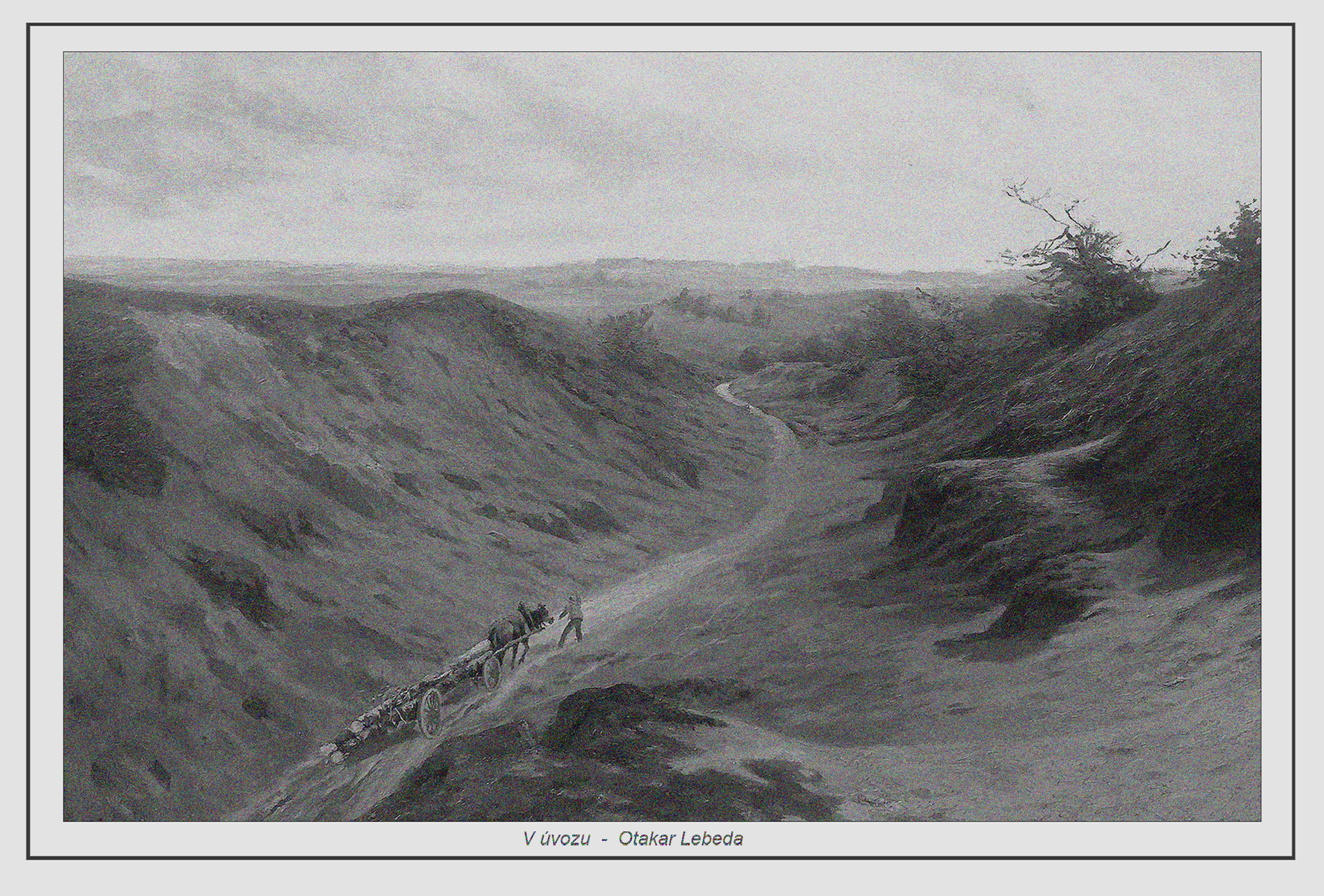
Otakar Lebeda - V úvozu (Cestou)
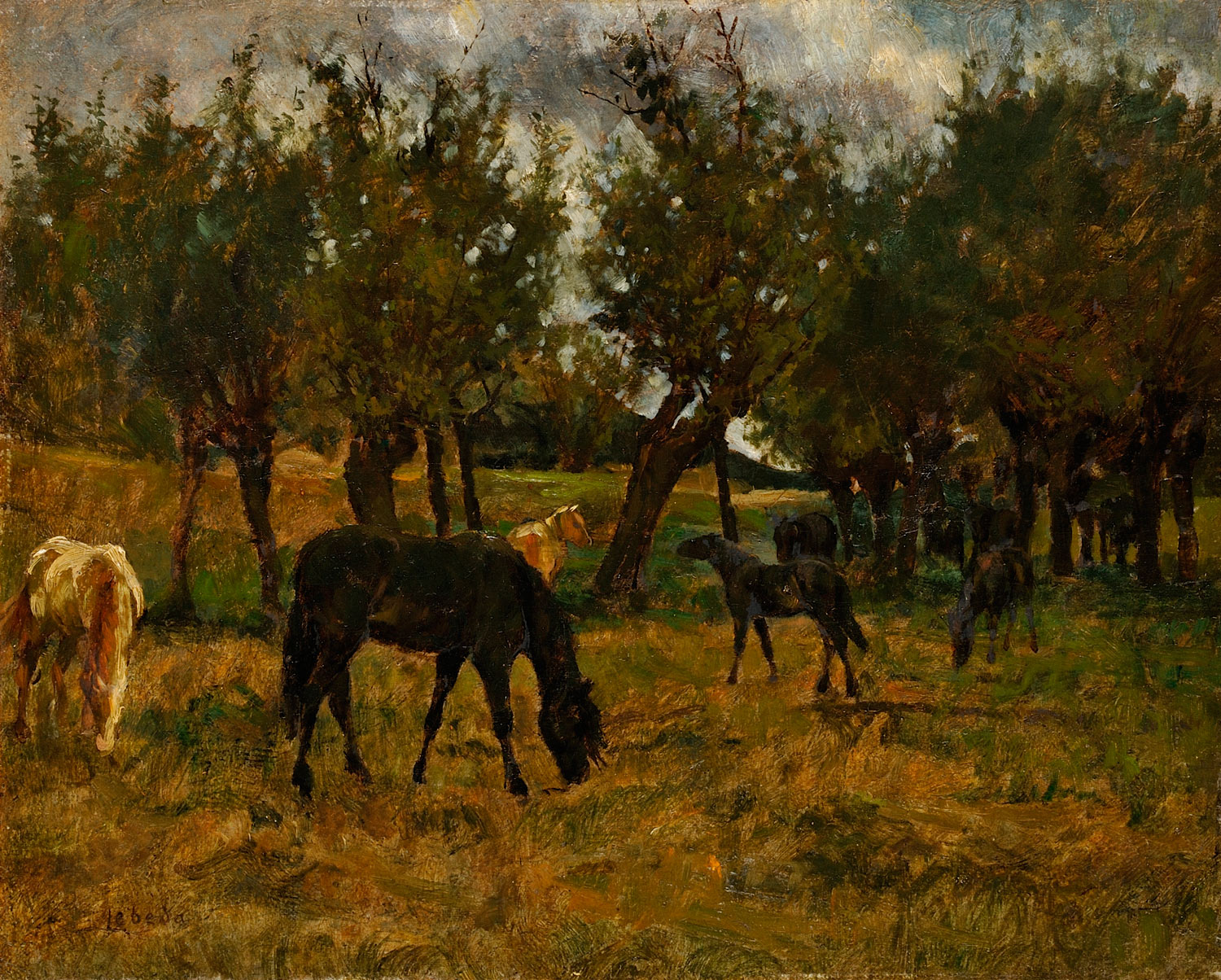
Otakar Lebeda Koně na pastvě
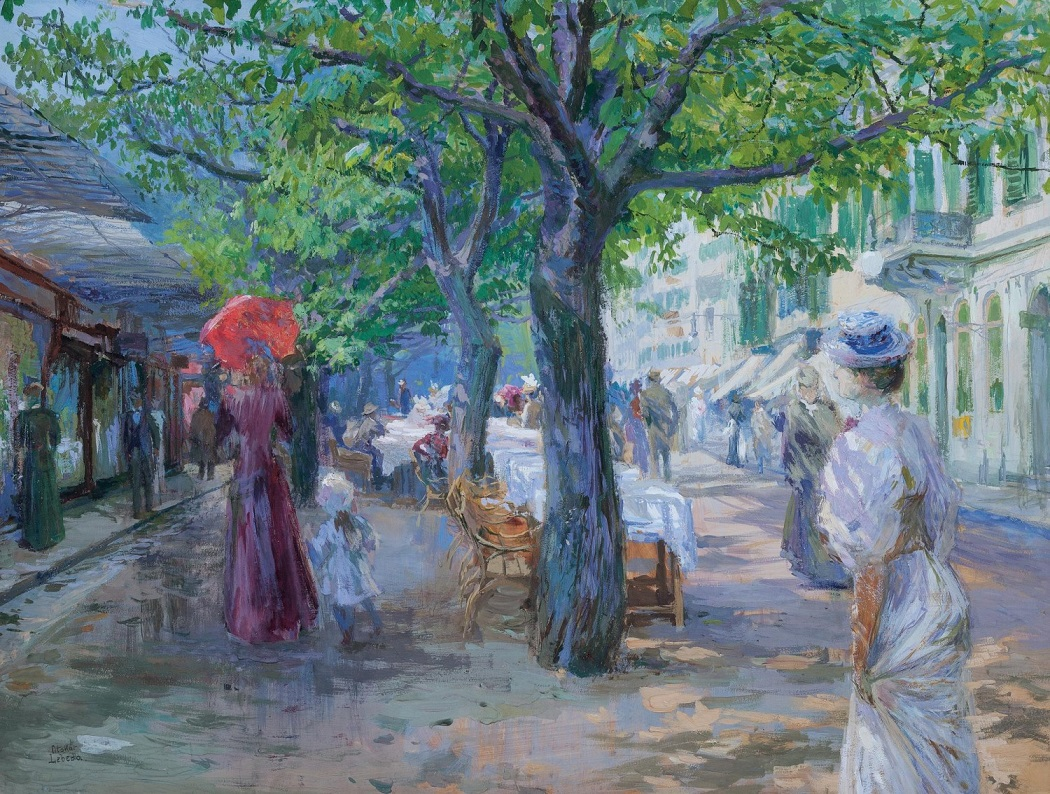
Otakar Lebeda Z Karlových Varů (1898)
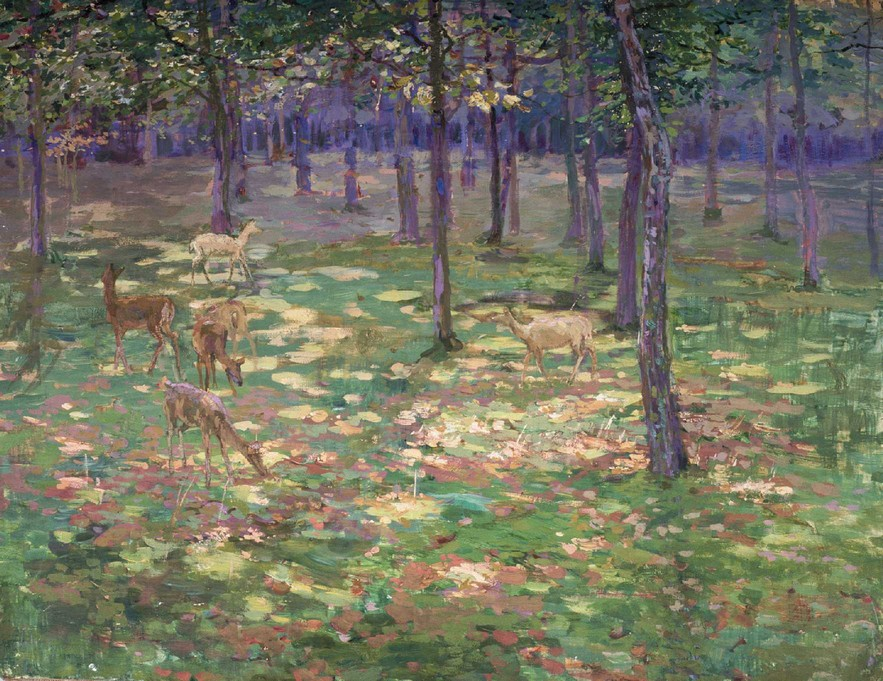
Otakar Lebeda Bechyňská obora – Srnky (1899)
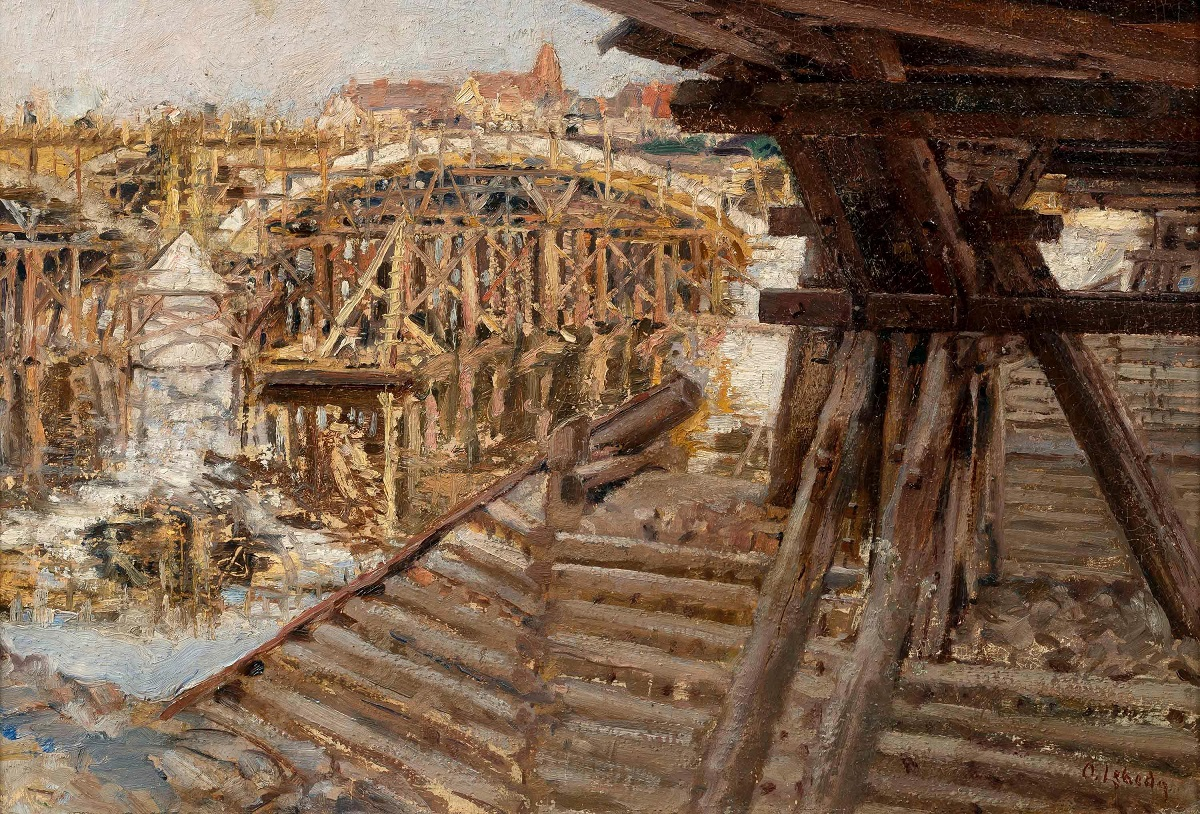
Otakar Lebeda Stavba mostu
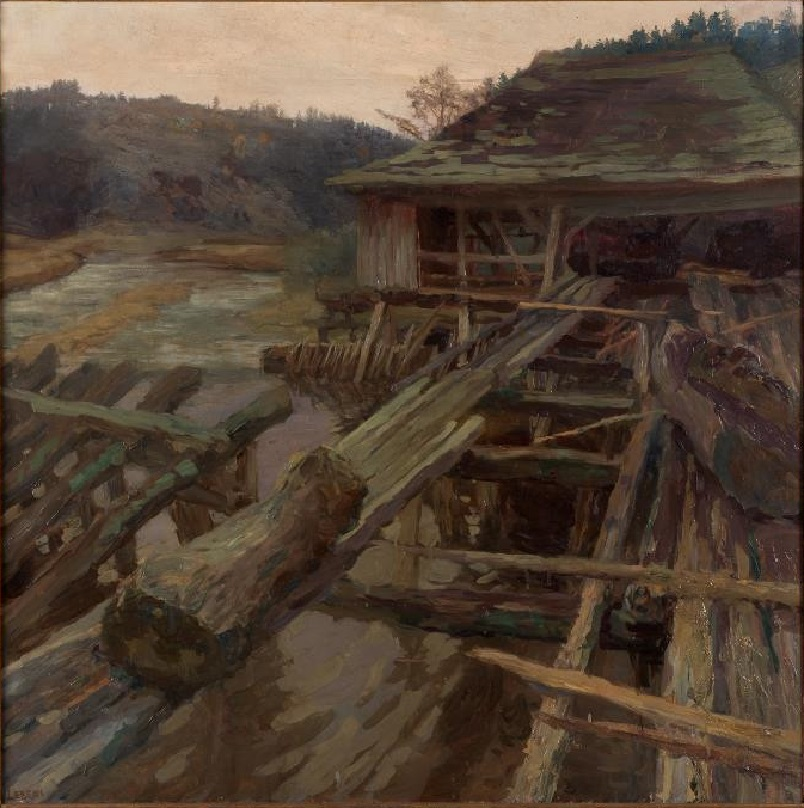
Otakar Lebeda Stará pila v Bechyni (1899)
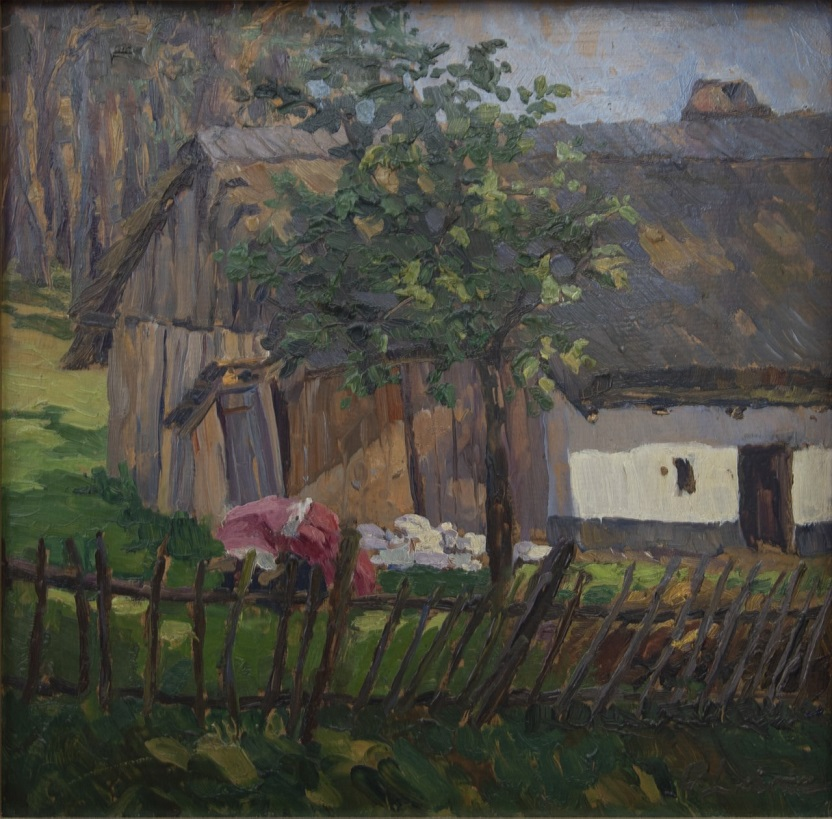
Otakar Lebeda V Dobré Vodě
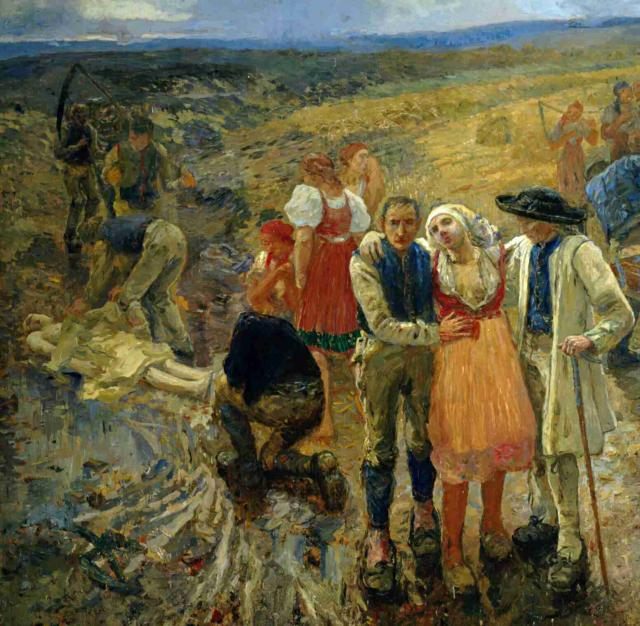
Otakar Lebeda Zabitý bleskem (1900-01)